# Лісоводська сільська рада
Лісово́дська сільська́ ра́да — адміністративно-територіальна одиниця та орган місцевого самоврядування в Городоцькому районі Хмельницької області. Адміністративний центр — село Лісоводи.

## Загальні відомості
Лісоводська сільська рада утворена в 1920 році.
- Територія ради: 34,5 км²
- Населення ради: 3 047 осіб (станом на 2001 рік)
- Територією ради протікає річка Смотрич

## Населені пункти
Сільській раді підпорядковані населені пункти:
- с. Лісоводи
- с-ще Лісоводи

## Склад ради
Рада складалася з 16 депутатів та голови.
- Голова ради: Дзера Ігор Михайлович

### Керівний склад попередніх скликань
| Прізвище, ім'я, по батькові | Основні відомості                                                                                  | Дата обрання | Дата звільнення |
| --------------------------- | -------------------------------------------------------------------------------------------------- | ------------ | --------------- |
| Дзера Ігор Михайлович       | Сільський голова, 1971 року народження, член Української Народної Партії                           | 26.03.2006   | 31.10.2010      |
| Дзера Ігор Михайлович       | Сільський голова, 1972 року народження, освіта вища, член Всеукраїнського об'єднання «Батьківщина» | 31.10.2010   |                 |

Примітка: таблиця складена за даними сайту Верховної Ради України

### Депутати
За результатами місцевих виборів 2010 року депутатами ради стали:

#### За суб'єктами висування
| Суб'єкт висування           | Кількість обраних депутатів | %    |
| --------------------------- | --------------------------- | ---- |
| Партія регіонів             | 11                          | 68,8 |
| Самовисування               | 3                           | 18,8 |
| Комуністична партія України | 1                           | 6,3  |
| Народна партія              | 1                           | 6,3  |

#### За округами
| № округу                    | Прізвище, ім'я, по батькові    | Дата визнання обраним | Освіта             | Партійна приналежність | Відомості про обраного депутата                                                   |
| --------------------------- | ------------------------------ | --------------------- | ------------------ | ---------------------- | --------------------------------------------------------------------------------- |
| Комуністична партія України |                                |                       |                    |                        |                                                                                   |
| 10                          | Джура Олег Михайлович          | 01.11.2010            | середня спеціальна | позапартійний          | Лісоводський аграрний ліцей, майстер виховного навчання                           |
| Народна Партія              |                                |                       |                    |                        |                                                                                   |
| 2                           | Жищинська Ольга Олександрівна  | 01.11.2010            | середня спеціальна | позапартійна           | тимчасово не працює                                                               |
| Партія регіонів             |                                |                       |                    |                        |                                                                                   |
| 1                           | Гелик Михайло Михайлович       | 01.11.2010            | вища               | позапартійний          | підприємець                                                                       |
| 3                           | Басараба Андрій Антонович      | 01.11.2010            | середня спеціальна | позапартійний          | ТОВ «Лісоводське», працівник                                                      |
| 4                           | Бондар Людмила Василівна       | 01.11.2010            | вища               | член Партії регіонів   | Городоцький територіальний центр соціального обслуговування, соціальний працівник |
| 5                           | Нищий Володимир Григорович     | 01.11.2010            | середня            | позапартійний          | ТОВ «Лісоводське», працівник                                                      |
| 6                           | Роженюк Микола Петрович        | 01.11.2010            | середня спеціальна | позапартійний          | Зведений загін місцевих пожежних команд, начальник                                |
| 7                           | Орлова Тамара Сергіївна        | 01.11.2010            | вища               | член Партії регіонів   | Лісоводська дільнична лікарня, лікар                                              |
| 9                           | Угляр Віра Михайлівна          | 01.11.2010            | середня спеціальна | член Партії регіонів   | Лісоводський ДНЗ, вихователь                                                      |
| 11                          | Гелик Валентина Вікторівна     | 01.11.2010            | середня спеціальна | член Партії регіонів   | Лісоводська дільнична лікарня, медична сестра                                     |
| 12                          | Пасічник Світлана Іванівна     | 01.11.2010            | середня спеціальна | член Партії регіонів   | ТОВ «Лісоводське», працівник                                                      |
| 13                          | Кузьбіда Оксана Борисівна      | 01.11.2010            | вища               | позапартійна           | Лісоводська загальноосвітня школа, бібліотекар                                    |
| 15                          | Тлуста Галина Миколаївна       | 01.11.2010            | середня спеціальна | член Партії регіонів   | ТОВ «АгрофірмаУкраїна», працівник                                                 |
| Самовисування               |                                |                       |                    |                        |                                                                                   |
| 8                           | Пробита Алла Вікторівна        | 01.11.2010            | вища               | позапартійна           | Лісоводська сільська рада, секретар                                               |
| 14                          | Рибак Валентина Володимирівна  | 01.11.2010            | середня спеціальна | член Партії регіонів   | Городоцький територіальний центр соціального обслуговування, соціальний працівник |
| 16                          | Пасічник Людмила Володимирівна | 01.11.2010            | вища               | позапартійна           | Лісоводська сільська рада, бухгалтер                                              |